# Martin Schwarz (Künstler)
Martin Schwarz (* 10. August 1946 in Winterthur) ist ein Schweizer Maler, Konzept- und Objektkünstler, Fotograf, Autor und Verleger.

## Leben
Martin Schwarz liess sich von 1963 bis 1967 zum Grafiker-Lithograph ausbilden, ausserdem besuchte er die Kunstgewerbeschule Zürich. Seit 1968 ist er freischaffender Künstler. Zu seinen Tätigkeitsbereichen gehören: Malerei, Objektkunst, Environment, Film, Fotografie, Multiple, Kinetische Kunst, Wandbild, Zeichnung, Siebdruck, Collage, Photo Art, Konzeptkunst, Installation, Computer Art und die Herausgabe von Büchern.

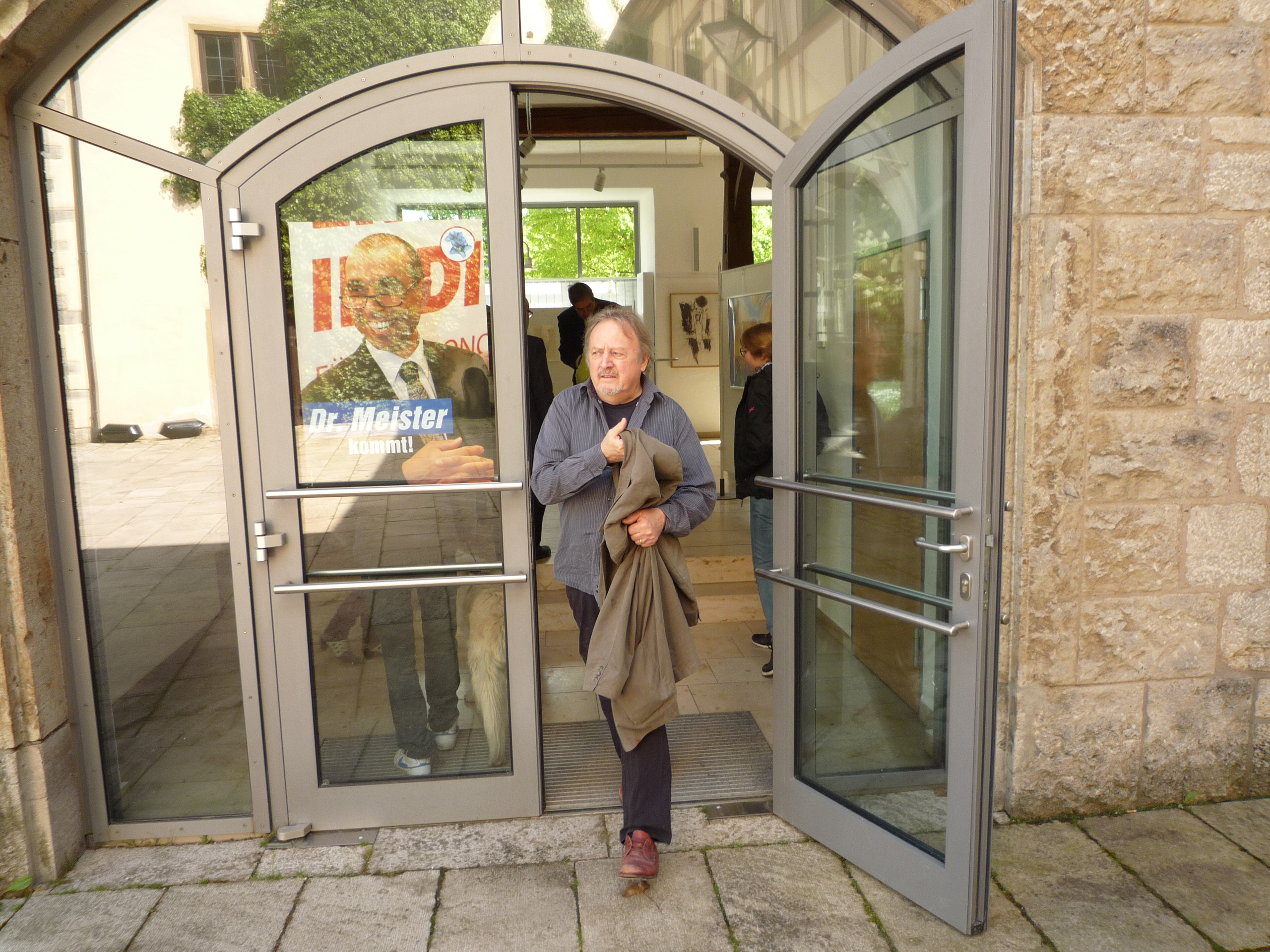
Ausstellungseröffnung zum Kunstzoo am 4. Mai 2014 in Schrozberg

Martin Schwarz ist ein vielseitiger Künstler und Wanderer zwischen Kunst-, Alltags-, Beziehungs- und Medienwelten. Er ist ein sehr sensibler und ein sehr wachsamer Mensch, offen für alle Belange, ganz gleich, ob es um die Natur, die von Menschen geschaffene Umwelt, kleine Episoden oder Weltereignisse geht. Schwarz schafft facettenreich seit vielen Jahren  immer wieder neue Kunstwelten und verknüpft die Realität des Hier und Jetzt mit seinen Fantasiewelten. Es bedarf oft einer intensiven Betrachtung, um die Vielfältigkeit und den Hintersinn seiner Kunstwerke in ihrer Gänze zu erfassen.
Der Künstler hat seit 1982 mit dem Oscarpreisträger HR Giger zusammengearbeitet und mit ihm mehrere Ausstellungen gestaltet.
Schwarz ist seit 1992 verheiratet und ist Vater von zwei Kindern. Er leitet den EigenArt-Verlag, lebt in Winterthur und in Bartenstein.

## Werke (Auswahl)
- Sonntagsmalerei mit Fallgruben (1984)
- Verwandlungen von Bildern und Buechern (2002)
- Kunstschach. Spielbuch mit 69 Schachbrett-Variationen. Ein illustriertes Denk-Capriccio (2006)
- Pittoreske Briefe aus Kassel. Die Anna-Chronista. Alte Meister und ein Motorboot, ein Mohnblumen-Souvenir, ein kleiner Schokoladen-Schock, einige Schlüsselwörter und mehr (2007)
- Das Buch-Buch. Buchobjekte – Bücherbilder – Egon Plüsch und der entschlüpfte Roman (2008)
- Neue Hunde. Fotografien, Modelle und Berichte einer futuristischen Entwicklung. Eine badische Groteske (2009)
- Biografie in Arbeits- und persönlichen Dokumenten in einer anachronistischen, jedoch nicht zufälligen Reihenfolge. Aus dem mobilen Ideenlager. Wortvisionen, Erwiderungen zu René Magritte (2010)
- Das Nietzsche-Haus in Sils-Maria als Kunst- und Wunderkammer. Ein Kaleidoskop von Texten, Bildern, Träumen, Dokumenten (zusammen mit Peter André Bloch, 2011)
- Sedimente der Nacht (mit Jean-Claude Wolf, Alfred Denker und Ernst Hövelborn, 2012)
- Zelli und Jakob. Ein philosophisches APPENZELLER-ALLOTRIA ... (2014)
- Nichts, wie es ist oder nicht ist. Eine Anthologie mit Leitfäden zu einer Quintessenz : mannigfaltige Strukturbilder (2017)

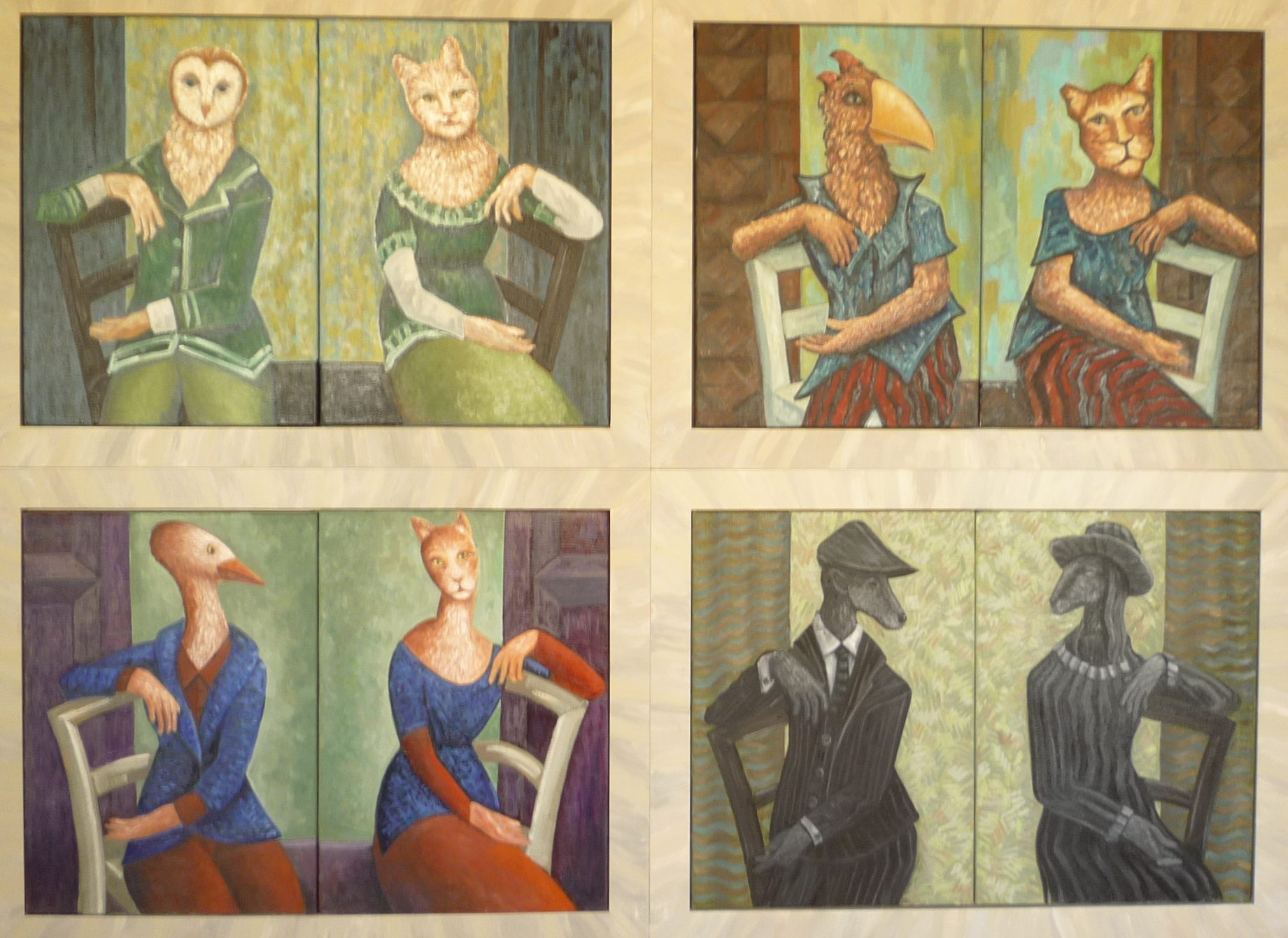
Kunstzoobesucher, Werk von Martin Schwarz in der Ausstellung in Schrozberg 2014

## Ausstellungen (Auswahl)
- Keller-Galerie, Winterthur (erste Einzelausstellung, 1968)
- Galerie Katakombe, Basel (mit Alfred Auer, 1971)
- Galerie Kümmel, Köln (1971)
- Kurfürstendamm Berlin (Bodenorgel, 1971)
- Grafik-Biennale, Kraków (1972)
- Kunstmacher '73, Schaffhausen (1973)
- Galerie Denise René, Hans Meyer, Düsseldorf (1974)
- Ambiente 74, Kunstmuseum Winterthur, Lugano, Genf (1974)
- Galerie Handschin, Basel (1975)
- Galerie Die Brücke, Wien (1975)
- documenta 6, Kassel (1977)
- Württembergischer Kunstverein, Stuttgart (1978)
- Mein Kölner Dom, Kunstverein Köln (1980)
- Kunsthaus Zürich (1981)
- Artothek der Stadt Köln (1982)
- Galerie Klein, Bonn (mit HR Giger, 1983)
- Maibaum, Fluxeum, Wiesbaden (1986)
- Copain Vincent, Kunstmuseum Olten, 1988
- Eröffnungsausstellung der Kunstkammer im Schloss Bartenstein (1994)
- Nietzsche-Haus, Sils-Maria (1994)
- Naturkundemuseum Leipzig (1999)
- Ausstellung 'Im Diesseits der Lebewesen' von Martin Schwarz, am 12. April 2003 in der Galerie des Museum HR Giger, im Château Saint Germain in Gruyères
- Museum Alexandrowka, Potsdam (2008)
- Museum für bergmännische Volkskunst, Schneeberg (2010)
- Hällisch-Fränkisches Museum, Schwäbisch Hall (2011)
- Universitätsbibliothek Freiberg (2012)
- Schrozberg Kunstzoo (2014)

## Ausstellungen Kunstzoo im Schloss Schrozberg
Der "Kunstzoo" ist eine Sammlung von  Bildern, Objekten und Druckgrafiken, die rund um das Thema: „Das Tier in der Kunst“ kreist.  Sie spiegelt repräsentativ das künstlerische Spektrum des Schweizer Künstlers wider.  Hauptthema ist das geheimnisvolle Wesen des Tieres. Der Betrachter der Kunstobjekte ist eingeladen, die Tierdarstellungen zwischen Fabelwesen, bedrohlichem Gegenüber, wissenschaftlichem Phänomen und geliebtem Kuscheltier zu erleben.
Schwarz integrierte alles Mögliche in verfremdete Bücher, "vielfach auch Tiere oder Teile davon". So ragt  aus einem Buch den Kopf einer Gämse heraus, ein anderes ruht auf den Läufen eines Rehs. Aus einem zerfetzten Buch erscheint ein Hermelin. Aus Blumentöpfen und Handtaschen  wachsen Tiergeweihe, Bären zerfetzen Bücher. Lesende Menschen gehen im Verlauf von Bilderzyklen  Metamorphosen mit Buchthema und Landschaft ein. Er setzt sich gestalterisch mit Künstlern wie Picasso, Modigliani, Feininger, Cezanne und vielen weiteren auseinander und verwandelt deren Werke auf äusserst subtile Weise.
Dazu finden sich  in der Ausstellung Werke weiterer von Schwarz ausgesuchter Künstler, die sich mit dem Tier in interessantem, manchmal auch spannungsvollem Zusammenhang auseinandersetzen. So kann man  auch "Alien"-Darstellungen seines Schöpfers und Oscar-Preisträgers H.R. Gieger im Original betrachten.
Die Dauerausstellung im  Schloss von Schrozberg wird vom Künstler fortwährend erweitert.

## Preise / Stipendien
- Reisestipendium des Kunstvereins Winterthur (1969)
- Stipendium der Stadt Winterthur (1969)
- Stipendium des Kantons Zürich (1969, 1970)
- Stipendium der Kiefer-Hablitzel-Stiftung, Luzern (1972)
- Eidgenössisches Kunststipendium, Bern (1973, 1974, 1975)
- Kunstpreis des Forums Junger Kunst, Bochum (1977)
- Carl-Heinrich-Ernst-Kunstpreis (1992)